# Misión de San Lorenzo de la Santa Cruz
La misión de San Lorenzo de Santa Cruz fue una misión novohispana del siglo XVIII situada en el condado de Real, en Texas, EE. UU.

## Historia
La misión franciscana fue fundada en 1762 a orillas del río Nueces por Felipe Rábago y Therán, capitán del presidio de San Sabá y sobrino de Pedro de Rábago y Terán. Al frente de la misión, propiciada por el Colegio de la Santa Cruz de Querétaro, estuvieron los padres Diego Jiménez y Joaquín de Baños. Fue dotada con una guarnición militar de doscientos soldados procedentes del presidio de San Sabá, cuya misión había sido devastada en 1758 por los indígenas enemigos de los apaches lipán. Estos eran aliados de España pero de escasa fiabilidad. La misión contaba con cuatrocientos vecinos apaches cuando repelió con éxito los sucesivos ataques comanches de 1766. Tras la visita del III marqués de Rubí en 1767 dentro de la inspección general de los presidios de la Texas española, se ordenó el abandono tanto de esta misión como de la vecina Nuestra Señora de la Candelaria del Cañón (Montell, condado de Uvalde). El motivo fueron los acuerdos con los comanche que permitieron asegurar la soberanía española del territorio.

## Descripción
Localizada al norte de la actual población de Camp Wood a orillas del río Nueces.
Contaba con un patio de armas de unos cincuenta metros de lado y recinto amurallado para su defensa. Además, contaba con edificios auxiliares para la guarnición, almacenes y viviendas. 
Los trabajos arqueológicos fueron llevados a cabo por Curtis D. Tunnell.